# Let It Bleed
Let It Bleed is een album van de Engelse rockband The Rolling Stones, uitgegeven in 1969. Het bevat de hits "Gimme Shelter" en "You Can't Always Get What You Want".

## Achtergrond
Hoewel dit album aan het eind van de legendarische Stonestournee door de VS in 1969 verscheen, zijn het merendeel van de nummers al opgenomen toen Brian Jones nog lid van de Stones was. Jones is nog te horen op Midnight Rambler en You Got the Silver. Jones was in de lente van 1969 ontslagen en daarna onder duistere omstandigheden verdronken. Zijn vervanger Mick Taylor speelt alleen mee op de nummers Live with Me en Country Honk. Ry Cooder speelt mandoline op 'Love in vain'. In het nummer You Can't Always Get What You Want drumt Charlie Watts niet, maar producent en slagwerker Jimmy Miller. Gitarist Richards speelt bas op Live with Me.
In augustus 2002 werd het album heruitgebracht en werd een geremasterde sacd-Digi-pack, vervaardigd door ABKCO Records.

## Nummers
Alle nummers zijn geschreven door Mick Jagger en Keith Richards, behalve nummer 2.
1. Gimme Shelter
2. Love in Vain (Robert Johnson)
3. Country Honk
4. Live with Me
5. Let It Bleed
6. Midnight Rambler
7. You Got the Silver
8. Monkey Man
9. You Can't Always Get What You Want

## Hitlijsten

### Album
| Jaar | Hitlijst                        | Notering |
| ---- | ------------------------------- | -------- |
| 1969 | UK Albums Chart                 | 1        |
| 1969 | Billboard (magazine) Pop Albums | 3        |

### Singles
| Jaar | Single                               | Hitlijst              | Notering |
| ---- | ------------------------------------ | --------------------- | -------- |
| 1973 | "You Can't Always Get What You Want" | The Billboard Hot 100 | 42       |

## Certificaties
| Organisatie | Prijs      | Datum             |
| ----------- | ---------- | ----------------- |
| RAA – VS    | goud       | 24 november, 1999 |
| RAA – VK    | platina    | 20 oktober, 1989  |
| RAA – VS    | 2x platina | 20 oktober, 1989  |
| BPI – VK    | Goud       | 2 juli, 1999      |
| BPI – VK    | platina    | 2 juli, 1999      |